# Gare de Virieu-sur-Bourbre
Gare de Virieu-sur-Bourbre vasútállomás Franciaországban, Panissage településen.

## Vasútvonalak
Az állomást az alábbi vasútvonalak érintik:
- Lyon-Perrache-Grenoble-Marseille-vasútvonal

## Kapcsolódó állomások
A vasútállomáshoz az alábbi állomások vannak a legközelebb:
- Gare de Saint-André-le-Gaz (Lyon-Perrache pályaudvar)
- Gare de Châbons (Gare de Marseille-Saint-Charles)